# Angela Raubal

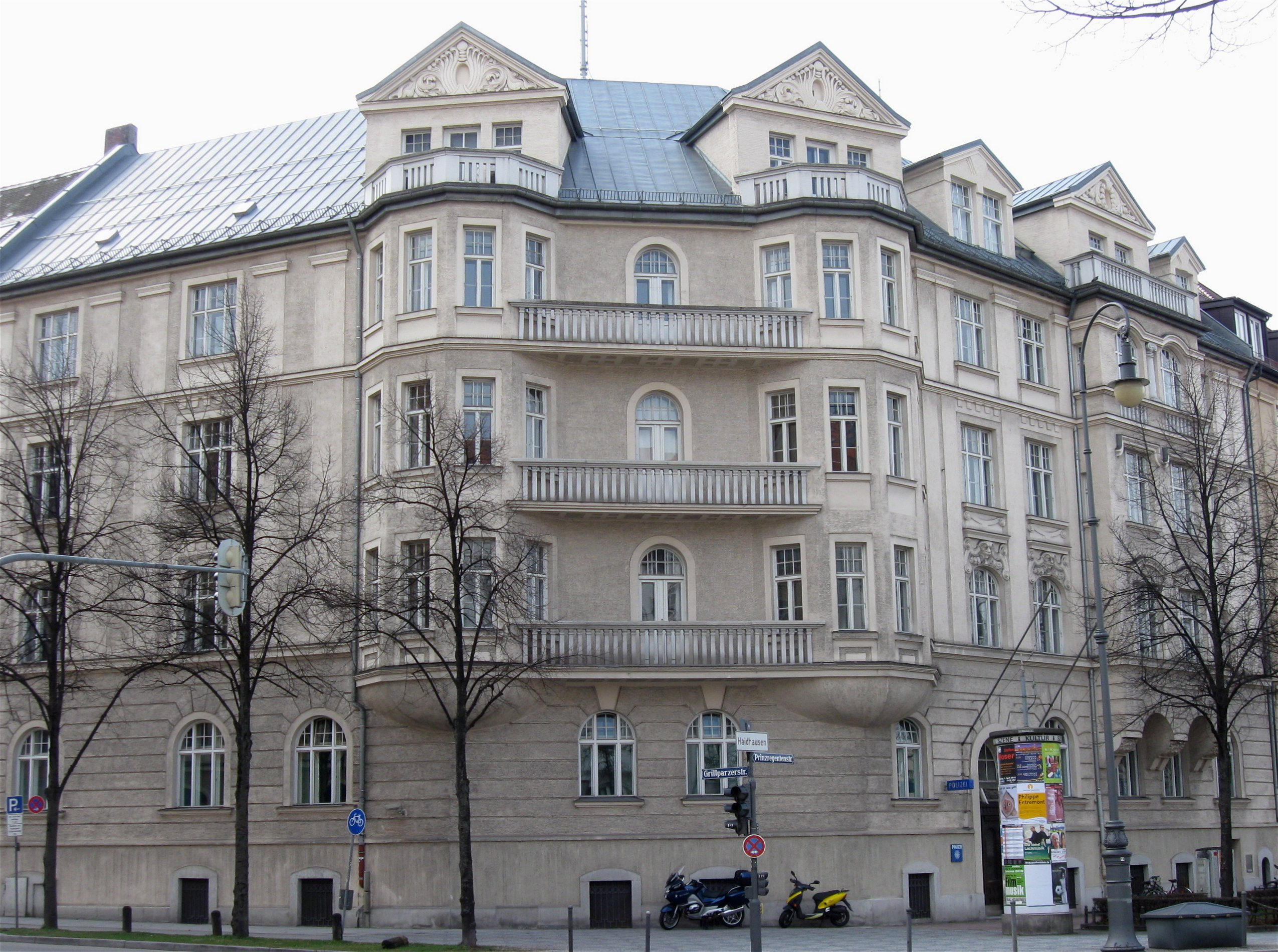
„Geli” és Adolf Hitler egykori közös otthona a müncheni Prinzregentenplatz 16-ban

Angelika Maria „Geli” Raubal (Linz, 1908. június 4. – München, 1931. szeptember 18.) Adolf Hitler mostohanővérének lánya volt.
Hitler Angelika Raubal 1910-ben megözvegyült anyját házvezetőnőként alkalmazta. „Geli” a gimnáziumban rossz tanuló volt, inkább az éneklés és a tenisz vonzotta. Zenetanulásba kezdett, de ezt abbahagyta. A lány 17 éves korában költözött össze „Alf bácsival”. „Geli” egészségügyi iskolába iratkozott be, ám ezzel is felhagyott. Hitler saját szobát biztosított neki, de ez a rajongás lassan gyűlöletté változott. Szoros ellenőrzése alatt tartotta, ellenezte a sofőrje fiával való kapcsolatát. Angela 1931-ben vitatott körülmények között öngyilkos lett. Hitler pisztolyával szívtájékon lőtte magát. Az öngyilkosságot arra alapozták, hogy a szoba, ahol a holttestet megtalálták, belülről volt bezárva. A veszekedésről, általa kikényszerített öngyilkosságról gyorsan elterjedt pletykákat Hitler sajtóközleményben cáfolta.
Hermann Göring a nürnbergi perben azt vallotta, hogy „Geli” halála gyökeresen megváltoztatta Hitler viselkedését másokkal szemben.
Sírja a bécsi Zentralfriedhofban található [23 E–2–73]. Hitler háromszor kereste fel a ma már jeltelen hantot.